# Eutomopepla
Eutomopepla is een geslacht van vlinders van de familie spanners (Geometridae), uit de onderfamilie Ennominae.

## Soorten
- E. annulipes Felder, 1875
- E. artena Druce, 1891
- E. brunnea Dognin, 1904
- E. discuneata Möschler, 1881
- E. fulgorifera Warren, 1904
- E. rogenhoferi Oberthür, 1883
- E. vorda Schaus, 1901